# Thomas Edlinger
Thomas Edlinger (I) (Großkirchheim, 1630 ca. – Augsburg, 8 ottobre 1690) è stato un liutaio austriaco.

## Biografia
Nato a Grosskirchheim, in Carinzia, fu attivo come liutaio ad Augsburg (l'odierna Augusta) a partire dal 1650 circa. Fu autore di liuti, violini e viole da gamba.
Nel 1661 sposò Elisabeth Hummel, figlia del liutaio Matthäus Hummel. Fu padre e insegnante dei liutai Thomas Edlinger II (1662-1729) e Hans Georg Edlinger (1666-1696).
Dopo la sua morte, avvenuta nel 1690, il figlio Thomas si spostò a Praga, dove aprì una bottega di successo. Il laboratorio di Augsburg fu ereditato dal figlio minore, che tuttavia morì pochi anni dopo. L'attività fu proseguita in seguito dal liutaio Philipp Jacob Fichtl.